# Richard Bauckham

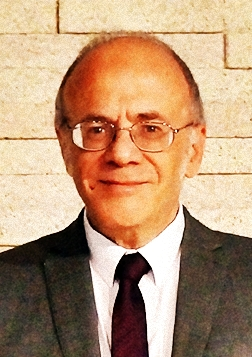
Richard Bauckham

Richard John Bauckham FRSE FBA (*Londen 22 september 1946) is een Engels anglicaans geleerde, gespecialiseerd in de theologie (Nieuwe Testament) en in het bijzonder het vakgebied van de historische theologie. Als hoofdonderzoeker is hij verbonden aan Ridley Hall (Cambridge)

## Biografie
Hij studeerde geschiedenis aan Clare College, Universiteit van Cambridge (1966-1972) en was daarna als onderzoeker verbonden aan St John's College (Cambridge) (1972-1975). Achtereenvolgens doceerde hij theologie aan de Universiteit van Leeds (1976-1977) en de Universiteit van Manchester (1977-1992). Van 1992 tot aan zijn emeritaat in 2007 hoogleraar in de theologie aan de Universiteit van St Andrews.
Bauckham is bekend geworden door zijn publicatie Jesus and the Eyewitnesses uit 2006 waarin hij betoogt dat de canonieke evangeliën gebaseerd zijn op ooggetuigenverslagen. Het boek won enkele prestigieuze prijzen. Bauckham geldt als een wegbereider op het gebied van de eco-theologie "(groene theologie)" met zijn publicaties Bible and Ecology: Rediscovering the Community of Creation (2010) en Living with Other Creatures: Green Exegesis and Theology (2011). Hij heeft ook gepubliceerd over de theoloog Jürgen Moltmann.
Richard Bauckham is een Fellow of the Royal Society of Edingburgh (FRSE) en een Fellow of the British Academy (FBA).

## Werken (selectie)
- Tudor Apocalypse. Sixteenth-century apocalypticism, millenarianism and the English Reformation, Sutton Courtenay Press: Appleford 1978.
- 2 Peter, Jude (= Word Biblical Commentary; 50). Thomas Nelson: Nashville (Tennessee) 1983.
- The Bible in Politics. How to Read the Bible Politically, SPCK (UK), 1989, 2. Auflage 2010 und John Knox Press, Westminster (USA) 2011.
- The Theology of the Book of Revelation, Cambridge University Press: Cambridge 1993, ISBN 978-0-521-35691-6.
- The Theology of Jürgen Moltmann, T&T Clark: London 1995.
- James. Wisdom of James, disciple of Jesus the sage (New Testament Readings), Routledge: London, New York 1999.
- Gospel Women. Studies of the Named Women in the Gospels, London, New York 2002.
- Bible and Mission. Christian Mission in a Postmodern World, Grand Rapids (Michigan) 2003, ISBN 978-0-8010-2771-0.
- Jesus and the Eyewitnesses. The Gospels as Eyewitness Testimony, Wm. B. Eerdmans: Grand Rapids (Michigan) 2006.
- The Testimony of the Beloved Disciple: Narrative, History, and Theology in the Gospel of John, Baker: Grand Rapids (Michigan) 2007, ISBN 0-8010-3485-X.
- The Jewish world around the New Testament. Collected Essays, Vol. I. Mohr Siebeck: Tübingen 2008.
- Jesus and the God of Israel. God Crucified and Other Studies on the New Testament's Christology of Divine Identity, Wm. B. Eerdmans: Grand Rapids (Michigan) 2008, ISBN 978-0-8028-4559-7.
- The Bible and Ecology. Rediscovering the Community of Creation (Sarum Theological Lectures), Baylor University Press: Waco (Texas) 2010.
- Jesus. A Very Short Introduction, Oxford University Press: Oxford 2011, ISBN 0-19-957527-4.
- Living with Other Creatures. Green Exegesis and Theology, Paternoster Press: Milton Keynes (UK) 2012, ISBN 978-1-78078-023-8.